# Diana di Efeso e gli schiavi
Diana di Efeso e gli schiavi è un dipinto a olio su tela del pittore italiano Giulio Aristide Sartorio. Venne dipinto tra il 1895 circa e il 1899 e oggi si conserva alla galleria nazionale d'arte moderna di Roma. Assieme al quadro La Gorgone e gli eroi, l'opera costituisce un dittico.

## Storia

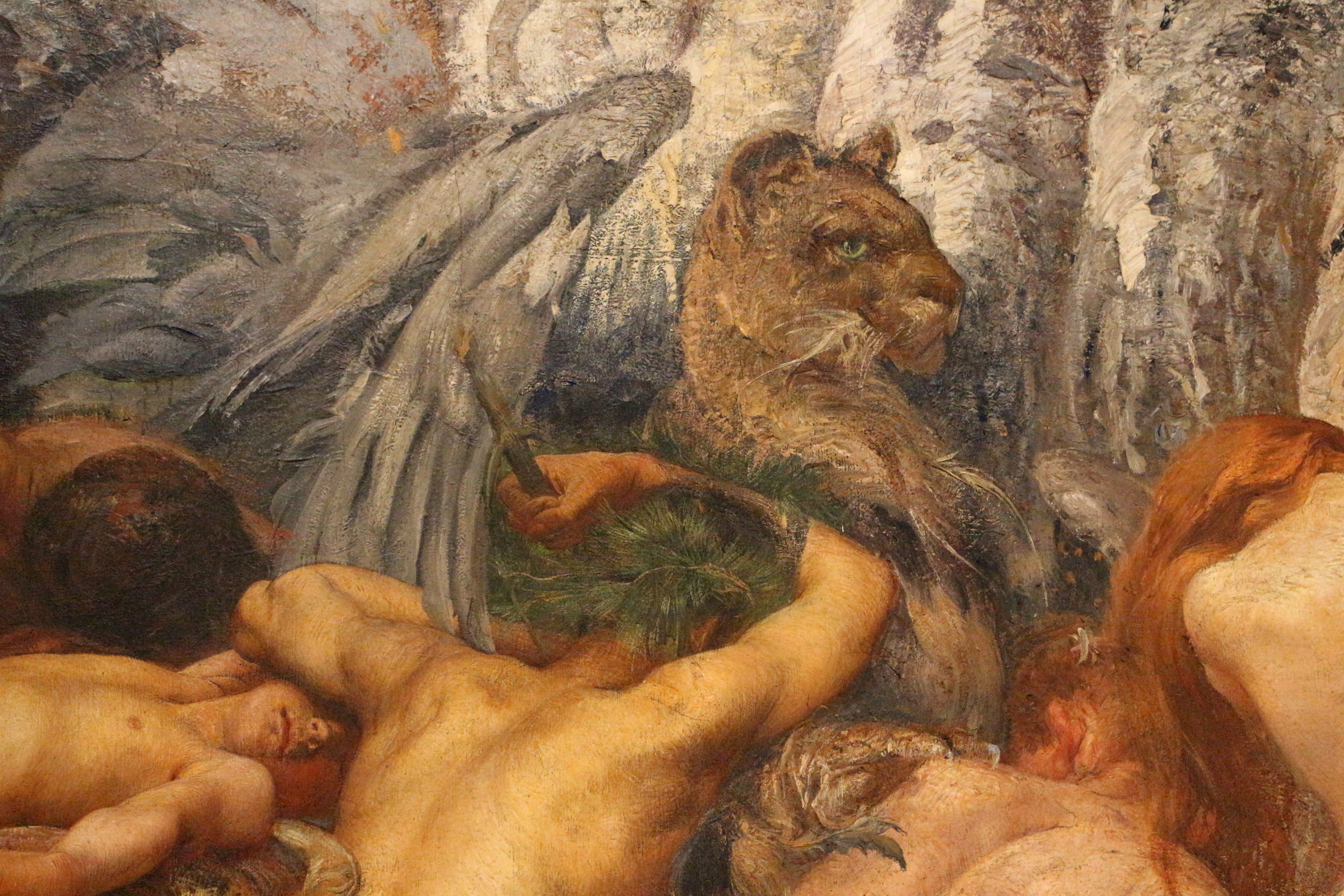
Un dettaglio della chimera.

Giulio Aristide Sartorio aveva deciso di dipingere un quadro sul tema dei sogni dopo aver letto un passo del Trionfo della morte di Gabriele d'Annunzio (1894), che a sua volta riprende un celebre passo tratto dall'opera teatrale La tempesta di William Shakespeare, secondo il quale "gli uomini sono fatti della sostanza medesima dei loro sogni". All'inizio egli voleva realizzare un'unica tela larga otto metri, dal titolo Gli uomini e le chimere, ma dopo aver dipinto la statua di Diana non rimase soddisfatto del risultato e decise di aggiungere la figura della Gorgone, che poi lo porterà alla decisione di dividere l'opera in due tele distinte. Sartorio presentò le due opere assieme a molte altre alla terza Biennale di Venezia, svoltasi nel 1899. Alla fine della Biennale, il dittico venne acquistato dal ministero dell'istruzione per la galleria nazionale d'arte moderna.

## Descrizione

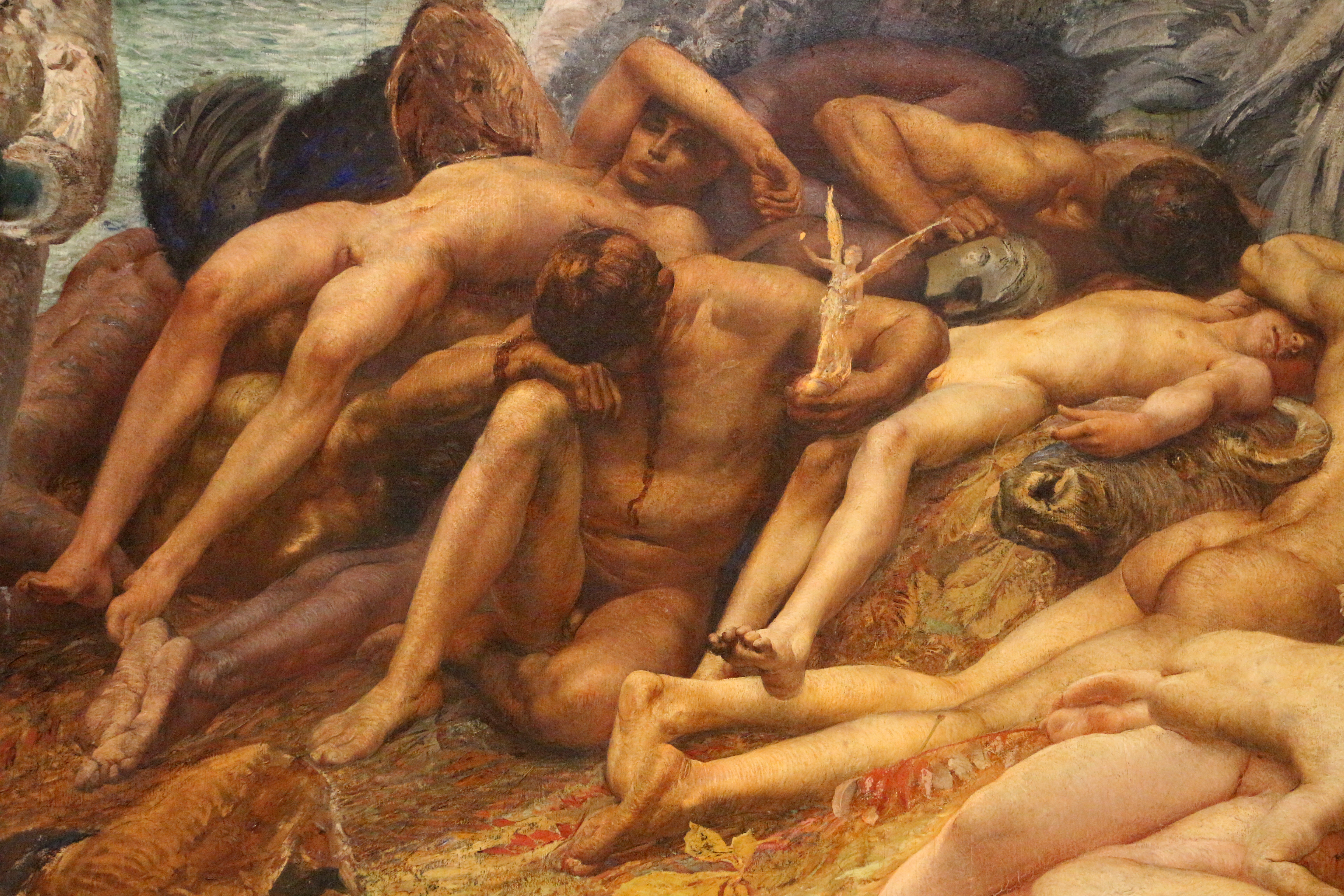
Un dettaglio degli schiavi.

Il dipinto è ambientato in un paesaggio roccioso vicino al mare, davanti a dei tronchi secchi e sotto un cielo pieno di nuvole grigie. Nel lato sinistro della tela si trova un grande idolo che raffigura Diana, o Artemide per i greci, la dea della caccia nella mitologia classica. La statua di Diana si ispira all'Artemide Efesia, una copia romana della scultura che veniva venerata nel tempio di Artemide ad Efeso, conservata al museo archeologico nazionale di Napoli. La Diana efesina presenta le aggiunte ottocentesche in bronzo (mani e testa) ed è caratterizzata da una moltitudine di mammelle, che simboleggiano la fertilità. Accanto all'idolo di Efeso si trova una testa di cavallo e davanti a lei c'è una tigre morta, in quanto si trova in una pozzanghera di sangue. 
Tutt'intorno a lei si trova una massa di donne e di uomini, gli "schiavi" del titolo: sdraiati per terra, nudi, mentre stringono tra le mani "i simboli delle proprie ambizioni", essi sono tutti immersi in un sonno profondo. Un uomo regge una statuetta di una Nike, mentre un altro che è sdraiato sul ventre impugna una spada. Tra di loro si trovano un rapace, un toro e, accanto ai tronchi bianchi, una chimera con un volto felino e delle ali da uccello. Tra tutti questi personaggi, uno solo sta in piedi: si tratta di una donna nel lato destro dell'opera, ritratta di schiena, mentre si appoggia a una parete di roccia.
Il tema dell'opera, a detta dell'autore, è "la profonda vanità dell'esistenza umana": la Diana di Efeso è una dea dell'abbondanza, e tutti gli uomini traggono nutrimento da lei per soddisfare i loro desideri e le loro illusioni. Alla Biennale veneziana, l'opera venne criticata per il suo significato misterioso e difficile da decodificare, oppure per la sua interpretazione della vanità dell'esistenza, che l'autore, nel determinarla, aveva alterata.